# Цртеж
Цртеж је уметност и техника стварања слика на површини, обично папиру, путем линија тачки и мрља, обично тушем, оловком, кредом, угљеном или крејоном.
Цртеж као формално уметничко стваралаштво се може дефинисати као примарно линеарна представа или интерпретација света, али такође и представа концепата, размишљања, намера, емоција и фантазија којима се даје визуелна форма, као и симбола или апстрактних ликова и облика. Ову дефиницију, међутим, може се применити на све графичке уметности и технике које карактерише употреба линије, ликова и облика уместо масе и боје, као што је случај са сликарством. Цртеж се разликује од графичких техника по томе што у њему постоји једна непосредна веза између процеса стварања и коначног резултата. Укратко, цртеж је крајњи производ узастопних напора уметника директно примењених на подлогу. Иако најчешће служи као основа за друге уметности, посебно када су у питању графичке технике, сваки цртеж је јединствен по својој природи.
Сва уметничка дела не настају преко цртежа у виду прелиминарне скице, међутим, цртеж је без сумње основа свих визуелних уметности. Неретко се губи у завршеном делу, или бива уништен током процеса његовог стварања. У том смислу, корисност цртежа плана једне архитектонске грађевине која треба да се изгради, опада како се њена изградња приводи крају. На сличан начин тачке и линије урезане на каменом блоку представљају помоћне цртеже за скулптуру која ће из њега бити исклесана. У суштини, свака слика се конструише на основу линија које дефинишу обрисе њених главних облика или форми; само даљим развојем дела оне постају обојене површине. Како се показало у многобројним конзерваторским истраживањима и испитивањима уметничких дела, цртеж је такође основа зидног, сликарства на дрвеним плочама и живописаних рукописа. Те прелиминарне скице могу бити само индиције главних обриса или предуслов крајње егзекуције до најмањих детаља. Такође могу бити просте пробне скице. Много раније од појаве актуелних цртежа малих формата, ове процедуре су углавном употребљаване у монументалном зидном, односно фреско сликарству. Са „синопијом” — прелиминарном скицом која се налази на посебном слоју на зиду испод фреске (слике на влажном малтеру) — налазимо се на тачки у којој дело које је само послужило као техничка припрема за израду фреске, постаје формални цртеж који изражава уметникову намеру.
Тек у 14. веку цртеж је постао независна уметничка форма која није више подразумевано подређена, било концептуално или материјално, некој другој уметничкој форми. Самостални или независни цртежи, како само име каже, су сами по себи циљ једног уметничког настојања; стога, обично их карактерише једна сликовна (пиктурална) структура и прецизна егзекуција до самих детаља.
Формално гледано, цртеж нуди најшири могући опсег за изражавање уметничких намера. Објекти, простор, дубина, супстанцијалност па чак и покрет, могу бити учињени видљивим путем цртежа. Због свог непосредног карактера, цртеж такође изражава цртачеву личност на спонтан начин кроз ток сваке линије; другим речима, цртеж је најличнији од свих уметничких форми. Стога је врло вероватно да се поштовање које ужива развијало паралелно с растом вредности индивидуалног уметничког талента. Почев од ренесансе, цртеж је постепено излазио из анонимности и утилитаристичког статуса у очима уметника и публике да би постао посебно вреднован. Данас заузима значајно место у многобројним музејским и другим уметничким збиркама.

## Елементи и принципи цртежа као уметничке форме
Главни елемент цртежа је линија. Кроз практично целокупну историју цртежа, линија, у суштини апстрактна и неприсутна у природи и која се јавља само у виду граница предмета, боја и облика, била је водич за мање или више илузионистички приказ предмета. Тек у скорије време линија је схваћена као један аутономни елемент форме, независно од предмета представљања.
Свестан и наменски цртеж представља значајно ментално постигнуће због вештине да се просторни објекти из света сведу на линије нацртане на површини што подразумева дар за апстраховање. Идентификовање мотива цртежа од стране посматрача није ништа мање постигнуће иако ту способност поседују сва људска бића. Визуелна интерпретација линије као представе датог предмета је могућа преко одређених облика те линије које позивају на асоцијацију. На пример, угаони пресек две линије се може сматрати представом граница једне равни; додавање треће линије може сугерисати идеју о кубном телу. Заобљене линије сугеришу лукове, а конвергентне дубину у простору.
Уз помоћ овог скромног вокабулара могуће је створити разумљиве слике преко различитих линеарних феномена. Проста скица обриса — грчка легенда каже да је прва слика настала копирањем сенке на песку — представља једну од најстаријих и најпопуларнијих могућности цртачког репертоара. Након успешне карактеризације египатских цртежа и архајске грчке уметности, скица обриса је постала главни водич уметничке комуникације крајем антике и током средњег века. Коришћена на разне начине у раној ренесанси, поново је постала доминантна у доба неокласицизма.
Скица обриса (кроки) се развија у детаљан цртеж помоћу линије, која прави прелазе између пластичних и просторних вредности предмета. Границе појединих објеката, промене у просторној равни као и варирање интензитета боје примењени у оквиру структуре скице, сви заједно теже да обогате и појасне однос између целине и њених саставних делова.
Изненадни почетак, нестанак или прекид линије пружају могућности за постепено стапање обриса све док не постану раван, пуштајући боју да се претапа у прелазима како се линија губи у дубини.
Згушњавањем или проређивање линија се такође може користити за истицање, просторно или употребом боје, промена у предмету које те линије дефинишу. Чак и вредности светло-тамно (валер) могу бити постигнуте разликама у снази потеза линије. Док испрекидане или појединачне паралелне линије усмерене у једном правцу чине да форма изгледа мање чврста, оне у исто време производе визуелни ефекат на више пикторалан начин. Блага скретања у линији помажу у представљању кривина и прелаза у форми; такође појачавају ефекат светлости која пада на површину предмета дајући му изглед тела. На крају, кратке, криве линије које не стоје у јасној угаоној вези једна с другом већ се простиру на папиру у једној врсти формације, омогућавају пикторалној и колористичкој компоненти да доминира, као у делу италијанског уметника из 16. века Јакопа Тинторета. Један екстреман пример је потпуна дисолуција линеарног потеза у тачке и мрље (потезе), у цртежима француског сликара поентилисте Жоржа Сераа.
Проста комбинација ових различитих врста линије, без референце на медиј у коме је цртеж рађен, нуде уметнику широк спектар могућности за субјективни израз како у виду посебних стилистичких особина тако и у виду особина уметникове личности. Снажни потези линије са наглашеним и оштрим угловима дају цртежу један строги карактер којим се наглашавају драматичне и изражајне црте. Овај начин цртања је карактеристичан за одређене стилистичке епохе и регионе као и за одређене уметнике који су преферирали такве квалитете: у ренесансној Фиренци, у немачком експресионизму — где су употребљени да пренесу одређену атмосферу, али такође у цртежима Рембранта и Ван Гога. С друге стране, меко извучене линије, глатко заобљене форме и графичка регуларност линије која стоји изнад било какве изјаве садржаја, представља формални еквивалент елегантног, отменог и лирског типа израза. Њега срећемо у раној ренесанси, посебно у делима уметника из Умбрије и Рафаеловим скицама; у делу Назарена — групе сликара романтичара из 19. века чије су теме биле углавном религиозног карактера; у југендстилу, немачком декоративном стилу с краја 19. и почетком 20. века који се развио паралелно са стилом ар нуво, посебно у његовим органским формама, вијугавим линијама и негеометријским кривинама; и такође у делу француског сликара Жана Огиста Енгра из доба класицизма 19. века. Изразито плошна текстура са потезима које одликују регуларне пропорције и који су равномерно распоређени на површини, носи са собом одлике калиграфског писања које се срећу у свим стилским епохама које вреднују орнамент.
Техника сенчења даје линији додатни потенцијал за разјашњавање пластичних веза и феномена светлости. Код сенчења, паралелне, кратке, са истим растојањем, мање или више праве линије, стварају статичне и тектонске (структурне) вредности дефинишући индивидуалне равни предмета. Нежно закривљено сенчење наглашава облину волумена а такође може истакнути, као тонска вредност, делове композиције који се налазе у сенци.
Унакрсно сенчење, где се два слоја сенчења пресецају под правим угловима, појачава ефекат контраста светла и сенке у цртежу. Позната још из времена Микеланђела и Дирера у 15. и 16. веку, ова уметничка техника се обично користи са косим или чак закривљеним линијама за линеарни опис заобљених делова форме. У чисто једнобојним (монохроматским) цртежима, овај метод је најподеснији за опис сферичних тела. Људско тело, са својим многобројним облинама масе и волумена, овом методом је могуће моделовати веома јасно и прецизно. За графичаре 17. и 18. века, овај процес је био најважнији начин цртања. Све ове различите могућности линеарног представљања је могуће постићи пером, крејоном и такође кистом.

### Плошне технике
Линеарне технике цртања се комплементују плошним, које је такође могуће извести крејоном. На пример, равномерно нанете мрље, што је лакше извести мекшим материјалима, резултују у један ваздушасти ефекат у једномерном тону. Различите вредности скале кјароскура (сликовне представе вредности светло-тамног без обзира на боју), такође могу бити постигнуте сувим или влажним трљањем материјала у подлогу. Прашкасти цртачки материјали који се трљају у цртачку површину, резултују у једномерне тонске области које служе као затворене основе за линеарни цртеж али и као индикација тоналне вредности боје за индивидуалне секције.
Много значајнија за плошни феномен, међутим, је техника четкицом или кистом, која засигурно може усвојити све линеарне цртачке методе, али чија посебна снага лежи у ширини и интензитету потеза и тона, пошто је техника четкице медиј који омогућава широку диференцијацију у боји тона и његовом валеру. Нагласци створени понављањем истог тона у цртежу обезбеђују илузионистичке дубине које могу бити замишљене просторно и предметно. Разлике у боји тонова долазе од употребе различитих материјала. Техника четкице је веома подесна за просторну и пластичну фигуративну представу, баш као што представља аутономну вредност код непредметних цртежа.
Сви ови ефекти монохроматских цртежа могу се акцентовати употребом материјала у бојама; на пример, пастела и креда у боји, цртачких мастила различитих боја или акварела. Ипак, иако сви они могу допринети да цртеж буде богатији, не шире његов основни опсег као ликовне форме.

### Цртачка површина
Овим графичким цртачким елементима треба додати још један феномен чији је формални значај ограничен на цртеж: ефекат нетакнуте цртачке површине, обично папира. Скоро све студије (цртежи детаља), многи аутономни цртежи — који се сматрају самосталним уметничким делима, већина цртежа портрета и композиција фигура, мртвих природа, а чак и пејзажа, простиру се слободно на листу папира уместо да су затворени линијом оквира. Стога, празна површина, сугеришући просторну позадину цртежа који се на њој налази, активно доприноси уметничком ефекту.
Чак и код чисто линеарних композиција, површина која је остала нетакнута игра суштинску улогу. Међу детаљима које обухвата празан простор, могу бити основне равни лица код портрета, глатке површине одеће, маса фигуре или објекта, као супстанцијалне границе прелаза и нијанси које се налазе у цртежу. Чак и простор који се налази око индивидуалних предмета или објеката, просторна дистанце међу њима и окружења у ком се налазе, ширина реке и дубина пејзажа, могу бити просто инсинуирани у цртежу и испуњени празнином.
Празнина сама по себи може постати доминантна и бити затворена линијама обриса — на пример у случају декоративних скица и многих орнаменталних цртежа који користе форму негатива, ефекта који се такође постиже испуњавањем празних равни белом бојом.

### Веза између цртежа и других уметничких форми
Веза између цртежа и других уметничких форми је наравно веома блиска, пошто је прелиминарна скица дуго времена била главни циљ цртежа. Стање узајамне зависности посебно је присутно између сликарства и цртежа, поврх свега у случајевима скица и студија композиције слике. Та веза је још ближа у случају прелиминарних скица исте величине као и слика, такозваних картона, чији се обриси преносе на сликарску подлогу тако што се на картону начине рупице које следе обрисе форми композиције и кроз које се утрљава прашина угљена. Једном пренесена на површину слике, скица је овде испунила свој задатак.
У случају самосталних цртежа — тј. цртежа који егзистирају као независна и посебна уметничка дјела, блискост између цртежа и сликарства је евидентирана у стилистичким особинама које су им обома заједничке. Цртеж и слика се слажу у многим детаљима који се тичу садржаја и форме. Мере; пропорције фигура; веза између фигуре и простора којим је окружена; дистрибуција теме у композицији у складу са статичким редом, симетријом, равнотежом маса или у складу са динамичним контрастима, ексцентричним тачкама недогледа и пренаглашавањем појединих елемената; ритмички ред у одвојеним пикторалним јединицама у контрасту са континуираним током линија — сви ови формални критеријуми су применљиви на обе уметничке форме. Униформни стилистички карактер који деле цртеж и сликарство је неретко мање изражен у цртежу због спонтаног тока неспутаног потеза или „рукописа” уметника, и борбе за форму која се огледа у пентиментима — назнакама у цртежу које показују да је уметник променио мишљење и цртао по изворној формулацији форме. Поред тога цртеж може стимулисати одређене аспекте покрета боље него што то може слика путем ритмичког понављања обриса или замагљења оштрих граница форме.
Највероватније још ближа веза постоји између цртежа и графике, која оперише истим уметничким средствима, монохроматском линеарношћу као главним формалним елементом и тоналним вредностима равни које су у уској вези са оним које се срећу у цртежу.

### Подлоге цртежа
Цртати је могуће практично на било ком материјалу који има равну површину (није неопходно да буде потпуно равна), — на пример, на папирусу и пергаменту, платну, дрвету, металу, керамици, стенама, на зидовима, стаклу и песку. Ипак, од 15. века папир је најпопуларнија подлога за цртање.
Техника производње папира, коју су са Далеког истока у Европу донели Арапи, није се значајно променила у последње две хиљаде година. Влакнаста пулпа дудове коре, конопље, кудеље, и ланених или памучних крпа се меље у води а затим суши у равним калупима. Увођење пулпе дрвета половином 19. века омогућило је задовољавање растуће потражње за дебелим папиром, међутим то није утицало на уметнички папир, пошто папир који у себи садржи значајне количине дрвета брзо жути, те је стога неподобан за уметничко цртање. Припремање папира да би му се дала глаткоћа подесна за цртање и писање, некада се изводило тако што би се у њега утрљавао коштани и гипсани прах, или цинков или титанов пигмент помешан са раствором неког лепка, најчешће гумиарабике. Припремање одговарајуће глатке површине папира постизано вишеструким утрљавањем и полирањем, било је од суштинске важности, посебно за цртање металним пером. У случају да је припрема била слаба, папир не би добро примао потезе, док би у случају превелике тврдоће пуцао под притиском руке. Од почетка 15. века, међутим, листовима папира се даје жељена глаткоћа и конзистентност пропустљивости тако што се урањају у лепак или купају у алуминијум сулфату. Додавање лепка је омогућило пулпи папира одговарајући квалитет за цртеже пером. Њој је такође могуће додати пигменте, тако да су убрзо почели да се производе такозвани природни папири, углавном плаве боје, — такође звани Венецијански папири по трговинском центру који је њима трговао –, који су постајали све популарнији. Док су у 17. веку били популарни папири у нијансама плаве, сиве, смеђе и зелене, у 18. веку то су папири у топлим бојама попут боје слоноваче и беж, заједно са плавом. Од 18. века папир се производи у свим могућим бојама и тоновима.
Квалитет папира је такође унапређен од 18. века, тако да се данас производе висококвалитетни папири за цртање. У ранијим временима јапански папир од дудове коре је уживао велику популарност. Ручно произведен папир са ирегуларним ивицама — много јачи и без примеса дрвета, и дан данас је омиљена подлога за цртање већине уметника. Модерни акварел папир се прави од пулпе лана или памука, без употребе алуминијум сулфата. Лице и наличје акварел папира имају различиту зрнатост. За цртеже у пастелу, најбоља је чврста и помало зрнаста структура, док се цртежи пером најбоље раде на потпуно глатком папиру.
Прашкасти и мекани цртачки материјали као што су угљен, креда, пастел и графит нису толико зависни од одређеног типа папира. Ипак, због своје слабе лепљивости често захтевају јачу везу са подлогом као и неку врсту заштите површине. Овај процес фиксирања неретко се изводио лакирањем раствором гумиарабике или јајчаном емулзијом. Модерни фиксативи (супстанце за фиксирање), онемогућавају губитак тона боја, али не могу спречити да површина изгледа беживотно и укрућено. Тако да се, посебно у случају пастела, вишеструки призматични ефекти површине фиксирањем губе, док светла ваздушаста површина постаје аморфни беживотни слој. Пастели, који се лако скидају са површине папира, најбоље се чувају под стаклом и не препоручује се њихово фиксирање.

## Материјали и технике
За цртање је могуће користити разноврсне материјале, оловке, угаљ, метална пера и креде, укључујући све оне који се користе за писање, као што су наливпера, хемијске оловке и кистови. За цртање се користе чак и длета и дијаманти, да не помињемо тестере, бушилице и ватру. Суви цртачки материјали се разликују у ефективности од течних, пошто са уметничке тачке гледишта није небитно да ли се користи материјал који омогућава равномерни ток линије — који једино зависи од притиска руке, или материјал који треба манипулисати на површини и периодично га кориговати, са резултујућим разликама у дебљини и концентрацији линије. Модерни цртачки материјали који комбинују обе могућности — међу којима су наливпера, хемијске оловке и фломастери, су скорији изуми.
Естетски ефекат ових цртачких материјала није мање разноврстан од њихове природе и састава. Ипак, без обзира на то, било би погрешно систематизовати уметност цртања на бази технике која је употребљена; не само да свака техника има више различитих примена, него такође може бити комбинована са другим техникама, а уметников темперамент је у сваком случају од великог значаја. Чак и када у неким периодима предоминирају одређене технике, избор цртачких материјала зависи од намереног ефекта а не обрнуто. Уметници су увек били способни да постигну жељени ефекат у различитим техникама. Суве технике, на пример, су предодређене за јасне линеарне цртеже, а мокре за обликовање великих равни. Ипак, такође је могуће кистом постићи екстремно фине потезе, а с друге стране, испунити велике равни оловком и крејоном. Неки материјали као што је угљен — један од најстаријих ако не и најстарији цртачки материјал, омогућавају и једну и другу примену.

### Угљен
На скоро сваком месту где је паљена ватра, могу се пронаћи деломично сагорели комади дрвета које је могуће користити као материјал за цртање. Докази употребе угљена у скицама за зидно, сликарство на дрвету и минијатурама, конзерватори још увек срећу испод слојева боје код многих уметничких дела. Цртачки угљен произведен од дрвета даје порозан потез који се лако брише. Оловка од угљена омогућава извлачење танких линија, а уколико се користи за испуњавање површина ствара равномерно тониране равни. Трљањем линије извучене у угљену, постижу се средњи тонови и деликатни прелази нијанси. Због тога што се лако скида са подлоге, угљен је веома погодан за прелиминарно скицирање, међутим, ако је цртеж замишљен да буде самостално дело, потребно га је фиксирати.
Као материјал за брзе, пробне скице и праксу студије модела, угљен је кориштен у свим ликовним академијама и уметничким радионицама. Брзо скицирање тешких поза фигура, сличних онима које је Тинторето тражио од својих модела, било је могуће урадити брзо и лако са прилагодљивом оловком од угљена. Неке од тих скица су сматране достојним да се сачувају, међутим, стотине других су засигурно одбачене и изгубљене.
Угљен се често користио за детаљније скице портрета које евентуално служе као тонска подлога за касније тонирање у боји. Када су циљ аутономни портрети, цртеж у угљену је урађен до детаља; употребом оштрих акцената и деликатног моделирања форме као резултат се добије цртеж у ком су изражене свеукупне могућности технике. Иако веома популаран за скицирање и студије модела, до 20. века врло мало уметника га је користило за израду самосталних цртежа. Нешто чешћа употреба угљена у ту сврху се може срести код уметника 19. и 20. века, међу којима су Едгар Дега, Анри Тулуз-Лотрек, Кете Колвиц и Ернст Барлах.
Уљани угљен, који се добија тако што се угљен умочи у ланено уље, омогућава боље приањање у подлогу и јачи црни тон. Ову технику угљена је користио италијански сликар Тинторето у 16. веку, но ипак је се више веже за холандске цртаче 17. века, који су је користили за наглашавање линија форме. Предност у односу на суви угљен који се лако коригује и брише, овде се може претворити у ману због чињенице да линије и мрље уљаним угљеном није могуће кориговати нити брисати са подлоге папира. Поред тога, угљени штапићи који су били дубоко умочени у уље, остављају смеђкасти траг око извучених линија; ову технику је кајем 20. века користила америчка сликарка Сузан Ротенберг.

### Креде и пастели
Креде су једнако важан цртачки материјал. Док је угљен био примарно медиј за брзо скицирање које је било лако кориговати као и за истраживање умјетничке форме, цртежи кредом, — који такође могу испунити све ове функције, добили су на значају као самосталан водич до експресије. Од краја 15. века, креда од минералног камена је постала врло значајна за уметничко цртање. У свом основном облику, креда од алуминијум-оксида поседује више степена тврдоће тако да потез може варирати од помало ситкастог до хомогено густог и плошног.
Покушај производње оловака од креде са највишом могућом униформношћу довео је до производње посебних креда за цртање; тј. креда које након што су пулверизоване, опране и обликоване у подесне штапиће и ослобођене од пешчаних честица, омогућавају мекши и регуларнији потез. Мешање са пигментима (додавање угљена у случају црних креда) отвара могућности за стварање различитих тоналитета почев од засићено-црног па до смеђкасто-сивог. У поређењу са далеко више употребљаваном црном, смеђа креда је од мањег значаја. Бела креда која се такође среће у природи, ретко се користи као самостални медиј за цртање мада налази употребу у комбинацији са црном и црвеном, посебно када је у питању истицање светлосних ефеката или индивидуалних акцената код пластичног цртачког моделирања.
Почев од 15. века, значајно је порасла употреба креде као цртачког материјала за студије и скице. Њена подесност за извлачење прецизних линија било које ширине и такође за стварање равномерних равни, чини је посебно одговарајућом за цртачке студије у којима примат има моделирање форме. Акценти који наглашавају пластичне феномене настају различитим притиском руке. Карактеристични детаљи, посебно код цртања портрета се могу постићи на овај начин. Овде пикторалне вредности кјароскура могу бити постигнуте без губљења, чврсте, пластичне форме. Из истог разлога креда је посебно вреднована за скицирање слика и назначавање њихових тоналних вредности.
Сви ови квалитети објашњавају због чега је креда тако добар медиј за самосталне цртеже, те је редак случај срести цртача који није радио кредом, неретко у комбинацији са другим цртачким материјалима. Поред цртежа портрета – који су и данас популарни широм света, пејзажи су такође били једна од главних тема цртежа кредом нарочито код холандских уметника у чијим су цртежима заузимали посебно место. Још од изума вештачке креде која се прави од прочишћеног праха или гара насталог недовршеним сагоревањем материје органског порекла и која поседује прецизно одмерену конзистентност — изум који се приписује Леонарду — пикторални квалитети креде су обилато коришћени. Врсте креда се крећу од сувих које по својим карактеристикама личе на угљен, па све до масних које се користе у литографији.
Друга важна цртачка креда је црвена креда. Црвена креда или сангина (sanguine) која у себи садржи оксид гвожђа и јавља се у природи у тоновима од тамносмеђе до жарко црвене такође се може произвести од базе алуминијум-оксида додавањем оксида гвожђа или рђе. Осим могућности снажнијег пикторалног ефекта, сангину такође карактерише — као последица њене хроматске вредности — већа гипкост и растворљивост у води. Тако се могу створити хомогене површи влажним трљањем праха сангине, компактни потези течном линеарном апликацијом и веома деликатни тонови парцијалним уклањањем праха са површине. Иако је овај оксид коришћен за црвену боју још у преисторијском пећинском сликарству, сангина је стекла популарност међу уметницима тек у 15. веку када је било уобичајено фиксирати цртеже солуцијом гумиарабике, будући да сангина није ништа више лепљивија од угљена. Већина историчара уметности се слажу да је Леонардо да Винчи међу првим уметницима ренесансе који је кренуо да користи сангину као материјал за своје цртеже. У 15. веку сангина је популаран цртачки медиј због својих изразито пикторалних особина. Уметници наклоњени колоризму — портретисти Жан Клоуе и Ханс Холбајн, фламански сликари из Рубенсове школе и поврх свих француски уметници 18. века — су је посебно ценили. Гоја у Шпанији је многе од припремних скица за своје графичке серије радио у техници сангине — данас их се може видети у збирци цртежа музеја Прадо. Могућности сангине се крећу од сугестивних форми са изразито пластичним вредностима тона па до врло сликовног, благог описа стимуланса визуелне површи.
Комбинација више креда нуди богатије колористичке могућности. Црна креда и сангина су у широкој употреби још од 16. века за постизање разлика у тоновима боје меса, косе и различитих материјала текстила одеће. Комбиновање црне и беле креде служи за пластично моделирање. Исти је случај са комбиновањем мекше сангине са белом и акцентима црном кредом са сугестивнијим делинеацијама белом.
Изразито колористички метод лежи у међусобној комбинацији више креда у боји на обојеном папиру. Ова техника респективно означена именима à deux crayons (са две креде) и à trois crayons (са три креде) била је посебно популарна у Француској 17. и 18. века. Антоан Вато је био посебно вичан у постизању колористичке хармоније са различитим кредама на папиру тзв. природне, односно плаве боје. Са три креде, уметници попут Николаса Ланкреа, Жан-Етјена Леотарда, Жака Андреа Портела и Франсоа Бушеа, помињући само неке, постизали су веома осећајне колористичке цртеже.
Додатни колористички ефекат је могућ употребом пастелних креда које се још називају и тврди пастели. У трговинама ликовних уметности може се наћи палета сувих пастелних пигмената припремљених са минималном употребом аглутинаната, представљена у широкој палети тонова почев од топлих и хладних белих тонова па до засићених чистих боја. Пастелним кредама боје се могу наносити директно линеарном техником, комадом мекане памучне крпице или најчешће прстима. Иако је ова техника била позната у италијанској академији — Accademia degli Incamminati — и сликару Гвидо Ренију још у 17. веку, није постала популарна до 18. века, нарочито у Француској — међу уметницима као што су Жан-Марк Натије и Жан-Батист-Симеон Шарден — и Венецији, где се истиче Росалба Кариера. Пастелне креде су посебно коришћене код портрета; њихов ефекат је ближи сликарству него линеарном цртежу.
Овде треба нагласити да је разлика између пастелних креда (тврдих пастела) и традиционалних меканих ваљкастих пастела практично непостојећа како из техничког тако и из уметничког угла. Међутим, чињеница је да су тврди пастели подеснији за линеарни рад, а меки за испуњавање великих равни. Пастели се још производе и у виду оловака које се користе за изразито линеарни приступ или прецизне детаље и нагласке у цртежу. Дебата да ли је техника пастела, како тврдих тако и меких, више сликарска него цртачка је у суштини стерилне природе. Но, ипак чињеница је да се у музејским збиркама пастели обично налазе у одељењима цртежа и да већина уметника технику пастелом сматра цртачком, мада се може срести и једна и друга примена као што је случај код француског уметника импресионизма Едгара Дегаа.
Дега се вратио снажнијем нагласку линеарних аспеката цртежа. Међуслојевима, где је нанесену пастелну боју премазивао трементином постизао је изразито пикторалне равни у различитим бојама на којима је даље радио линеарним потезима који су се истицали из површине цртежа. Ову технику, а која је у суштини другачија од старијих техника, са мањим варијацијама су имитирали сликари као што су Одилон Редон, Густав Моро, Жан-Едуар Волар, Пјер Бонар и други. Такође се појављује у делу уметника експресиониста, норвешког сликара Едварда Мунка и немачког сликара Ернста Лудвига Кирхнера.
Савремене технике масне креде и уљаног пастела нуде хроматску скалу сличног опсега као и суви пастели и пастелне креде. Изворно развијене за техничке потребе као што је осликавање слова на глатким површинама метала и стакла, такође их се може применити на сличан начин као и суве пастеле иако са супротним естетским ефектом, наиме, изгледају врло плошно и компактно. У 20. веку, енглески вајар Хенри Мур је био први који је уверљиво искористио ове континуиране равни уједно са слојевима у другим медијима као што су перо и акварел, које је наносио на већ обрађену површину масних креда и уљаних пастела.

### Металне игле или оловке
Металне игле или оловке су коришћене за писање и оцртавање још од Антике. Није било потребно много маште да их се такође употреби у уметности цртежа. Најчешћи материјал је био мекано олово које на глаткој површини оставља бледосиви траг који се лако брише али уједно је врло подесан за прелиминарно скицирање. Поред олова такође су коришћени калај и бакар, као и олово сушено на сунцу и легуре калаја. Књиге скица Јакопа Белинија, венецијанског сликара из 15. века које се налазе у Лондону, рађене су оловним оловкама на обојеном папиру и представљају нарочито вредан пример ове технике, иако су поједини делови па чак и читаве странице избледеле узроком времена. Једва да се на многим страницама могу приметити потези игле пошто је, као што је случај у већини цртежа рађеним металном оловком, преко њих цртано у другом медију. Ботичели, на пример, скицирао је оловном оловком прелиминарне линије својих илустрација за Дантеову „Божанствену комедију“, да би по њима радио мастилом и пером. Металне оловке су коришћене у 18. веку за конструисање перспективе и помоћне линије, нарочито у архитектонским цртежима.
Најподеснија метална оловка која одолева времену је сребренка, оловка са врхом од сребра, која захтева посебну препаратуру подлоге и једном нанесена на површину, не може се кориговати. Њен потез је такође бледосив, међутим оксидира у смеђи тон и не да се обрисати са подлоге. Пошто прејак притисак руке може довести до пуцања подлоге, потези сребренком морају бити благи; линеарни нагласци, моделирање и вредности светла и сенке, постижу се или густим линијама, њиховим понављањем и празнинама међу њима, или употребом неког другог цртачког медија. Упркос овим потешкоћама, сребренка је била у широкој употреби у 15. и 16. веку. Дирерове књиге скица са његовог путовања у Холандију, показују пејзаже, портрете и различите објекте за које је био заинтересован, цртане овом захтевном техником. Сребренка се користила за израду портрета од 15. до 17. века; поново је оживљена у доба романтизма 18. века, да би се касније појавила и у делу неких модерних уметника међу којима се истиче Пикасо.

### Графит и графитне оловке
Крајем 16. века, појавио се нови медиј који је у потпуности заменио скицирање и прелиминарне цртеже металним оловкама. Реч је о графиту. У почетку такође називан шпанска оловка због свог изворног порекла, овај цртачки материјал је врло брзо усвојен. У први мах, због меке и масне конзистентности графита за самосталне цртеже су га користили само неки холандски сликари мада и они углавном у комбинацији са другим материјалима. Графитна оловка је у почетку сматрана металом пошто текстура коју оставља има метални сјај под косо падајућим светлом. Графитна оловка или оловка Конте, постаје уобичајени цртачки материјал након што је Николас-Жак Конте око 1790. године изумио производни процес оловака сличан ономе који се користио у производњи креда. Прочишћен и опран, графит је сада било могуће мешати са различитим мешавинама глине и у жељеном степену тврдоће. Тврђе оловке су посебно искористили цртачи неокласицизма и романтизма будући да су од цртачког материјала тражили прецизност линије. Немци који су у то време стварали у Риму, графитном оловком су радили брзе скице (крокије) али су у детаљнијим цртежима постизали суптилне пластичне и светлосне варијације. Међу најутицајнијим цртачима графитном оловком био је француски сликар Жан-Огист-Доминик Енгр, који је прецизно и систематски радио детаљне прелиминарне цртеже структуре и композиције својих слика.
Код уметника 19. века више наклоњеним сликарском изразу у цртежу, у употреби су мекше графитне оловке. С друге стране, Жорж Сера се вратио графиту у својим скицама из концертних кафеа у којима је пренео своју поентилистичку технику на монохроматски елемент цртежа. Надреалиста Макс Ернст је користио графит за своје цртеже у техници фротажа, која се састојала у трљању папира о површину на коју је раније био нанесен слој графита. Овај начин цртања представља маргиналну форму у историји цртежа будући да овде више није присутна рука уметника.

### Оловке у боји или бојице
Оловке у боји или бојице у производњи од краја 19. века, нуде све могућности црних графитних оловака а у међусобним комбинацијама дају јачи тон боје од креда будући да се њихови потези не сједињују један с другим. Свака линија задржава своју изворну и карактеристичну боју, што су уметници попут Густава Климта и Пикаса посебно ценили и користили у својим цртежима.

### Резбарени цртежи
Резбарени или цртежи урезивањем имају посебну улогу у историји уметности цртежа. Њихова истакнута линеарност даје им визуелни изглед оних рађених у другим техникама. Међутим, материјално гледано, они представљају супротан принцип будући да настају одузимањем уместо додавањем на површину. Резбарени цртежи су међу најстаријим документима људске активности на пољу уметности. Поред великих пећински слика, људи млађег каменог доба радили су и мале цртеже и резбарије у кости, рогу или камену, вешто срезане уз помоћ ситног оруђа од камена. У примитивним афричким културама методе и форме праисторијских цртежа на костима и стенама стигле су и до нашег времена. Декоративни и симболички резбарени цртежи на грнчарији су постојали хиљадама година мада је у овом случају више реч о његовој примењеној употреби. Формални еквивалент ове врсте цртежа се може срести и у каснијим епохама у декоративним детаљима употребних предмета, оруђа, оружја и одеће, посебно оним од метала — на старогрчким огледалима, накиту касног римског периода, средњовековном оружју и војним оклопима из ренесансе. У наведеним примерима ради се о цртежима који следе одређене узорке и свакако не о слободним цртежима у смислу скица. У словенској народној уметности резбарење цртежа у дрвету је од посебног значаја.

### Перо, четкица и мастило
Међу многим начинима наношења мастила на површину, два су постала нарочито значајна за умјетност цртања: перо и четкица. Рецимо, сликање прстима као што је неретко случај у преисторијским пећинским сликама, практикује се с времена на време још од високе ренесансе а нарочито је присутно у модерно доба. Међутим, за цртеж као такав метод није од пресудног значаја. Употреба комада крзна, дрваца, снопова сламе и слично, од већег је значаја за историјски развој ка настанку четкице од длаке или киста, него за назнаку да су наведени предмети икада били пуноправни цртачки материјали. Иако је четкица старија, а у неким културама попут источних, је још увек у широкој употреби, перо је било омиљени материјал за писање и цртање још од класичне антике.

#### Перо
Принцип рада пером и мастилом је у суштини остао непромењен већ хиљаде година. Капиларни ефекат расцепљеног врха добијеног тако што се материјал пресеће под углом а врх који се добије расцепи, омогућава регуларно и континуирано наношење мастила на површину — у почетку пергамента, папируса а од краја средњег века скоро искључиво папира —, у различитој количини и у зависности од притиска руке. Најстарије перо је прављено од трске — од биљке папируса, обичне трске или бамбуса — чија унутрашња шупљина уједно служи и као резервоар за мастило. Потез пером трске је карактеристично снажан, чврст а повремено и рачваст када се примени јачи притисак руке. Његова већа популарност као медија за уметничко изражавање долази у време ренесансе уједно са порастом вредности уметникове субјективне личности. Рембрант је један од уметника који су на врхунски начин искористили снажне и пластичне нагласке трске, користећи је упоредо са другим врстама пера или четкица. У 19. веку Ван Гог је радио силовите цртеже само у трсци који су имали утицај на многе друге уметнике. Код експресиониста као што је Георг Грос употреба пера од трске за цртање је врло честа.
Уколико избор трске за перо већ унапред подразумева формалну изјаву о врсти цртежа, онда перо са држаком пружа далеко шире могућности. Још од успона цртежа као самосталне уметности крајем средњег века, перо са држаком је најчешћи инструмент за наношење мастила на цртачку површину. Његова важност потврђена је многобројним сликарским приручницима у којима се описује прављење пера са држаком од перушки из крила гусака, лабудова па чак и гавранова. Њихова савитљивост омогућава релативно широку скалу за појединачне потезе почев од меких и танких линија, као оних које се користе у прелиминарним скицама за живописе илуминираних рукописа, преко оних које дозвољавају варијације у линији, па све до енергичних и широких линеарних потеза. Тек појавом металних пера различите тврдоће од висококвалитетног челика, пера са држаком постају цртачки инструмент који је у потпуности у стању да се прилагоди захтевима руке и карактеру индивидуалних уметника.

#### Мастила
Иако се свако довољно течно мастило може користити за цртање пером, најчешће је било у употреби оно направљено од солуције соли гвожђа и танинске киселине. Производња овог мастила је позната још од средњовековних писара из манастира. Један дио танинске киселине помешан са солима гвожђа и разблажен солуцијом гумиарабике даје црно мастило са примесама љубичастог тона које када се осуши изгледа скоро црно. Временом мења тон у тамносмеђи, због чега многе рукописе и цртеже није увек могуће идентификовати само по боји. Насупрот других смеђих мастила за писање и цртање, делови папира на којима су знатне количине овог мастила, остају изразито тамног тона. Будући да мастила са знатним количинама киселине разлажу папир, најобојенији делови цртежа се јасно виде и на наличју папира. Једино индустријски произведена мастила поседују одговарајућу јонску равнотежу која спречава ову нежељену појаву.
Друго мастило које није стекло популарност за писање али је нашло употребу за цртање јесте бистр или бистер, лако растворљиво и прозирно, светло-тамног смеђег тона, добија се од чађи и гара са димњака. Његов тон зависи од концентрације и врсте сагорелог дрвета. Тврђе дрво, посебно храстовина даје тамнију нијансу него четинар као што је боровина. Нарочито коришћено у периоду барока, у 17. и почетком 18. века, дајући топли смеђи тон који се може разређивати по жељи, бистр је био популаран цртачки медиј нарочито за испуњавање равни омеђених пером.
Туш или кинеско мастило је такође на бази угљена, а прави се од чађи дрвета посебне тврдоће као што су маслиново дрво или лоза или чак од сагорелог масног уља лампе, са додатком гумиарабике као везивним средством. Има дубоки црни тон који одолева времену а може се разредити водом до светлосивих тонова. У Европу са Далеког истока преко Индије стизало је пресовано у штапиће и продавано под именима кинеско али и индијско мастило посебно у Енглеској. И данас се производи и користи у Индији, Кини и Јапану за писање, цртање и сликање на папиру и свили. Познато још у доба Старог Египта у Европи се почело масовно производити у 15. веку. Посебно су га ценили холандски и немачки цртачи због изразито јаког црног тона. Од 19. века и данас, туш је најпопуларнији медиј за цртање пером и/или четкицом.

### Цртежи пером
Уједно са живописаним рукописима, цртежи пером су међу најстаријим уметничким документима. Већ у доба класике, рукописи су илустровани чврстим линијама обриса и унутрашњим детаљима. У време средњег века, цртежи на маргинама рукописа и илустрације у књигама су претходно скициране, или чак потпуно извршаване пером. Код живописаних књига, такозваних илуминираних рукописа, развијени су одлучни линеарни стилови где је такође коришћена четкица имитирајући цртеж пером. Као пример може послужити Каролиншка школа из Рејмса и такође југ Немачке, где се раширио један стил илустрације са линеарним цртежима преко такозваних „Библија за сиромашне” (лат. Biblia Pauperum), односно илустрованих Библија које су рађене с циљем да инструишу што више људи у хришћанској вери. Линеарне скице пером су такође карактеристика првих индивидуалних цртежа средњег века и ране ренесансе. Скице античких скулптура, детаља из природе као и композиције које представљају већ познате мотиве су основне теме ових цртежа. С примарним циљем да послуже као модели за слике и чувани у књигама скица, обично су наслеђивани из генерације у генерацију. Практична употребљивост ових цртежа је потврђена додацима које су радили уметници млађих генерација али и чињеницом да цртежи који су рађени металном иглом или сребренком а који су временом кренули да бледе, наново исцртавани пером што је, на пример, очигледно у књигама скица италијанског уметника из 15. века Антонија Пизанела, које су данас већ растурене и расподељене у више различитих уметничких збирки.
У 16. веку, уметнички опсег цртежа пером је досегао један индивидуални процват који скоро да више није поновљен. Сваки уметник је био слободан да искористи формалне могућности пера на начин својствен његовом таленту. Тако је, на пример, Леонардо користио прецизну линију за своје научне цртеже анатомије и различитих механичких и војних машина, а Рафаел релаксирану линију за скице људских тела где је испробавао различите форме и њихове варијације, док је Микеланђело моделовао форме кратким линијама којима је имитирао рад вајарских длета на скулптурама, а Тицијан је користио контрасте светла и сенке употребом широких потеза пером по нацртаним фигурама. На северу Европе, Дирер је досегао мајсторство у свим могућностима цртежа пером, почев од брзих скица па све до минуциозно детаљних самосталних цртежа, у којима се служио како чисто графичком линеарном техником обриса тако и техником у којој доминирају пластични и квалитети моделирања. Субјективни приступ уметника друге половине 16. века је јасно изражен у цртежима манириста — много боље изражен у цртежу него у њиховим сликарским и вајарским делима. Маниристички цртеж карактерише просторна недоследност и изразито издуживање људских тела што такође открива карактеристике личности сваког од уметника, слично писаном рукопису. Посебна врста прецизних цртежа се среће у скицама за дјела графике, неки од којих су директно преношени, у почетку на матрицу дрвене плоче код дрвореза, док други тек у стадију припремног цртежа антиципирају графички стил бакрописа, са деликатним слојевима потеза и сенчењем за постизање различитих пластичних и просторних ефеката.

## Теме и предмети цртежа
Све у видљивом или замишљеном свету може постати тема или предмет цртежа. Међутим, у пракси, највећи број цртежа за предмет има човекову фигуру. Ово је највероватније последица блиске везе између цртежа и сликарства кроз његову историју. У припремним скицама, студијама и композицијама, цртеж је припремао пут за сликарско или вајарско дело преко прелиминарног појашњења и одређених формалних разјашњења уметниковог концепта или идеје. Многи цртежи које се данас сматра самосталним делима су изворно били припремне студије за вајарска или сликарска дела.

### Портрети
Цртежи портрета из 15. века, рецимо уметника Пизанела или Јан ван Ајка, се могу сматрати довршеним пикторалним делима узевши у обзир њихов начин израде и распоред простора. У јасно линеарној представи приказан је сваки детаљ површине којим се тежи реализму. У ово време популаран је профил богат детаљима који личи на рељеф и по узору на тада популарне медаљоне у облику новчића. Одмах након чистог профила појавио се „профил од три четвртине” са снажнијим просторним ефектом, који ће се одржати више векова као класични модел композиције за портрет у цртежу и сликарству.
Блискост цртежа портрета са сликарством је очигледна у практично свим цртежима портрета 15. века. Чак и упечатљиви Диреров цртеж портрета цара Максимилијана је настао као студија за портрет слику. Међутим, у исто време, неки од Дирерових цртежа портрета јасно указују да је реч о коначном делу, мада је у њима присутна одређена амбивалентност коју се може приметити и у делима других портретиста 16. века. У цртежима портрета уметника Жана и Франсоаа Клуеа у Француској и Ханса Холбајна у Швајцарској из истог века, наглашена је његова већа аутономија нарочито када је реч о цртежима рађеним у креди различите боје. Избор овог мекшег цртачког материјала, наглашавање обриса и деликатнија обрада унутрашњих плоха, даје овим цртежима једну особеност и живахност наглашавајући њихову блискост са сликарством.
Код полихроматских техника креде и пастела цртеж портрета је одржао своју независност и у 19. веку. У 18. веку, Квентин де ла Тур, Франсоа Буше и Жан Батист Симеон Шарден — сви ови уметници из Француске — били су међу главним носиоцима ових техника, па је и Енгр, који је живео у 19. веку и даље користио ове технике. У техници пастела портрет је био главни предмет ових дела.
У избору позе, технике и начина израде, на цртеж портрета, као и на друге уметничке форме, утичу опште стилске карактеристике сваке епохе. Тако је у бароку и рококоу у употреби сликарски приступ цртежу са нагласком на односе светло-тамно, у неокласицизму поново доминира линија а јавља се и једна нова врста портретног цртежа у профилу који настаје тако што се на црном папиру нацрта или директно исече контура облика главе портретираног. Овде би се могло рећи да се ради о једној врсти колажа. Уметници с почетка 19. века, а по угледну на наслеђе из 15. века, још једном имају за циљ прецизност у извођењу детаља и пластичних ефеката. Њихови омиљени материјали су тврђа оловка и сребренка, коју су поново открили романтичари.
Уметници 19. и 20. века су више заинтересовани за психолошке карактеристике портрета и склонији мекшим материјалима као што су угљен, креде и пастел, који лакше прате различите уметникове импулсе. Карактеристични елементи и одговарајући распоред плоха у композицији портрета им леже боље од минуциозног приказа детаља. Дочаравање психичког расположења, интелектуалне напетости и уметникова припадност одређеном стилу или правцу, којих је у модернизму био велики број, су типичне одлике модерног портрета у цртежу који наставља да документује уметникове личне способности и вештину, без обзира на карактеристике употребљених материјала и технике.

## Познати уметници о цртежу
Ченино Ченини
„Прво учи цртање самостално најмање годину дана; затим се придружи уметничкој радионици неког мајстора с којим ћеш провести најмање шест година, да би овладао свим занатима уметности…, и све време цртај без прекида радним и нерадним данима.”
Леонардо да Винчи
„Млади ученик прво треба да савлада перспективу, и одмах затим пропорције предмета. Након тога треба да копира дела из руке једног доброг мајстора, да би стекао навику да коректно црта све делове тела; на крају треба да црта посматрајући природу, да би утврдио претходно научене лекције.”
Микеланђело Буонароти
„Свако ко се потрудио да овлада умећем цртежа, треба да зна да поседује велико богатство.”
Тицијан Вечели
„Оно што чини да фигуре на слици изгледају лепе није шаренило боје, већ добар цртеж.”
Пабло Пикасо
„Цртање је врста хипнозе: посматраш модел на такав начин да несвесно узмеш оловку и седнеш пред папир.”
Цртеж је начин изражавања који је старији од писма, и он је графички приказ неког облика, неког предмета или појаве урађен помоћу графичких средстава - линије, мрље, тачке. Може да буде изведена као цртеж-студија или као кроки односно скица.
Комбиновањем свих тих графичких елемената - спајањем линија, цртица, мрља и њиховим међусобним контрастом добија се чиста линеарност, а волуменост - пластичност, тродимензионалност, ако се тим елементима дода и ефекат сенке и светла, црног и белог. Волуминозност се постиже и употребом гумице за брисање, са којом се може ублажити пуноћа линије. Ова техника се употребљава када је у питању цртање графитним оловкама или оловкама у боји.
Код других цртачких техника је могуће гребањем или комбиновањем различитих средстава (туш, угљен...) добити сличне ефекте. Подлоге (папир, дрво, камен, платно, стакло...), као и цртачки алати (графит, сепиа, туш, четка, перо, пастел...) могу бити веома различити, а једина сличност им је - цртачки елементи:
- Линија, мрља, тачка - па на било чему или било чиме се они извели

Технике које се користе при стварању неког цртежа називају се цртачке технике, и мада је најчешће једнобојан, цртеж може бити и у више боја.
Уз помоћ основних елемената цртежа - линијом, мрљом, тачком - могу се изразити две основне димензије: висина и ширина, али се привид просторне дубине и волумена, постиже применом перспективе.
Цртеж може бити:
- Линеаран - Ако је цртеж изведен само у линијама, односно ако је линија основни ликовни елемент - израз.
- Тонски - Ако је цртеж изведен тоновима - светлом и сенком, односно сликарски цртеж.
- Једнобојни - Ако је цртеж изведен у једној боји
- Обојени - Ако се употребљавају две или више боја.

Уметнички цртеж је основа, и равномерно је заступљен у свим облицима ликовног стваралаштва:
- Графици
- Сликарству
- Вајарству
- Архитектури.

Цртеж може бити самостално и потпуно завршено ликовно дело, студија али може бити нешто што је тек зачетак, први степен, у осмишљавању слике, скулптуре, графике. Такав цртеж се назива скица и он је само запис одређеног облика у простору. За разлику од скице, студија је потпун, самосталан визуелни запис за завршно дело. Посебно су интересантни цртежи студије акта јер они спадају у сам врх цртачке технике и представљају завршно уметничко дело.
Као и већина других ликовних дела, цртеж се тематски може поделити на цртеже који су одраз стварности, јер су настали када уметник посматра неки објект, природу или облик и појаву и на имагинарне цртеже - цртежи који настају у машти ствараоца.

## Цртачке технике
Цртачке технике је назив за све материјале - алате, као и за начин њиховог коришћења при изради једног уметничког цртежа.
- Оловка - оставља тамносиви графитни траг
- Сребрна оловка - оставља нежан сивкасти траг
- Угљен - је један од најстаријих цртачких материјала који оставља прашан и мекан траг
- Креда - црвена креда је сангуина
- Фломастер
- Хемијска оловка -
- Туш - користи се уз употребу металног или гушчијег пера, дрвца, трске и четке.
- Сепија